# روی لیک، مینه‌سوتا
روی لیک (به انگلیسی: Roy Lake) یک منطقهٔ مسکونی در ایالات متحده آمریکا است که در شهرستان کلیرواتر، مینه‌سوتا واقع شده است. روی لیک ۱۲ نفر جمعیت دارد و ۴۵۹٫۹۵ متر بالاتر از سطح دریا واقع شده است.